# Guillem Botet
Guillem Botet - Guillelmi Boteti (llatí) (Lleida, finals del segle xii - Lleida, 1231) fou un jurista i cònsol a Lleida, el Segrià el 1207.
Essent cònsol de la ciutat l’any 1228, va rebre l'encàrrec de fer la compilació dels Costums de Lleida, el còdex de dret local més antic de Catalunya. El text original en llatí Consuetudines Ilerdenses fou traduït al català durant el Segle XIV.
La ciutat de Lleida té dedicat un carrer en memòria seva al barri de Pardinyes, i la Universitat de Lleida i el Col·legi d'Advocats de Lleida convocaren el 1979 el certamen i Premis d'Investigació Guillem Botet sobre temes relatius a la ciència del Dret.